# Mya de Freitas
Mya de Freitas (* 16. September 2005) ist eine vincentische Schwimmerin.

## Erfolge
Sie nahm an den Olympischen Sommerspielen 2020 in Tokio im Wettkampf über 50 m Freistil teil und kam auf Platz 59. Sie nahmen auch 2019 und 2023 an den CARIFTA Swimming Championships teil.